# Doina Spîrcu
Doina Spîrcu (ur. 24 lipca 1970) – rumuńska wioślarka, złota medalistka olimpijska z Atlanty.
Zawody w 1996 były jej pierwszymi igrzyskami olimpijskimi. Triumfowała w rywalizacji ósemek. W tej samej konkurencji była mistrzynią świata w 1999 i wicemistrzynią w 1995 i 2001. Po srebro mistrzostw świata sięgała również w czwórkach bez sternika w 1997. Brała udział w IO 2000.